# Zelotes de Tessalônica
Os Zelotes (em grego:  Ζηλωταί) foram um grupo político anti-aristocrático com demandas sociais que dominaram a agenda política em Tessalônica entre 1342 e 1350. As fontes contemporâneas, geralmente antipáticas ao grupo, provém poucas informações sobre o governo do grupo na cidade. Os Zelotes conseguiram estabelecer uma forma efetiva de auto-governo cívico por oito anos. Eles confiscaram as propriedades da aristocracia e redistribuíram a riqueza. Porém, é difícil de saber se os Zelotes de fato tinha um programa de reforma social. Uma possível explicação seria que, como a cidade estava em constantemente cercada por inimigos, um senso igualitário entre os habitantes pode ter emergido.

## Contexto
No início do século XIV, o Império Bizantino estava declinando velozmente. Houve uma grande guerra civil na década de 1320, que foi acompanhada de invasões de quase todos os lados. Conforme o Império se enfraquecia e se empobrecia, a miséria das grandes massas na zona rural e nas cidades se tornava insuportável. Em ambos os lugares, a riqueza estava concentrada nas mãos de uma pequena classe aristocrática, contra a qual toda a amargura das massas se direcionou.
O líder dessa toda-poderosa classe aristocrática era João Cantacuzeno que, após a morte do imperador Andrônico III Paleólogo, foi o regente de fato do filho e herdeiro do falecido, João V Paleólogo. Uma facção em Constantinopla, agrupada à volta do poderoso mega-duque Aleixo Apocauco, tramou contra ele e conseguiu alistar o apoio da imperatriz-mãe Ana de Saboia e do patriarca João XIV Calecas. O conflito entre este grupo e o de Cantacuzeno irrompeu violentamente em outubro de 1341.
Esta disputa - política e dinástica - se transformou numa luta de classes sociais: enquanto que os proprietários de terra da Macedônia e da Trácia, juntamente com os aristocratas em geral apoiavam Cantacuzeno, as classes média e baixa, no campo e nas cidades, apoiavam a "nova regência", o grupo de Aleixo. Além disso, a sociedade bizantina da época estava também dividida em linhas religiosas, entre os místicos hesicastas (chamados palamitas) e os intelectuais (chamados barlaamitas), que preferiam o estudo da filosofia e abraçavam abertamente a herança humanista da Grécia Antiga (veja controvérsia hesicasta).

## Ascensão dos zelotes
| “ | ...eles atiçaram o povo contra a aristocracia e, por dois ou três dias, Tessalônica parecia uma cidade sob ocupação inimiga e sofreu todos os desastres correspondentes. Os vencedores andavam gritando e saqueando pelas ruas, dia e noite, enquanto os derrotados se escondiam em igrejas e se achavam afortunados por estarem vivos. Quando a ordem retornou, os Zelotes, abruptamente alçados da penúria e desonra para a riqueza e influência, tomaram o controle de tudo e se sobrepuseram à classe média dos cidadãos, forçando-os a concordar e chamar qualquer forma de moderação e prudência de 'cantacuzenismo'. | ” |
|   | — João VI Cantacuzeno, História. |   |

Tessalônica na época era a segunda cidade mais importante do Império, atrás somente da capital. Rica e tão populosa quanto Constantinopla, seu povo ainda ressentia o controle da distante metrópole imperial e já tinha se revoltado uma vez contra um governador apontado por ela: na primeira guerra civil paleóloga, em 1322, eles expulsaram o déspota Constantino Paleólogo em prol de Andrônico III e seu primeiro-tenente, João Cantacuzeno. Quando a segunda guerra civil irrompeu, o controle da cidade era de importância estratégica para ambos os lados e os aliados aristocráticos de Cantacuzeno, liderados pelo governador Teodoro Sinadeno, tentaram entregar-lhe a cidade de bandeja. A população, porém, liderada pelos portuários e marinheiros, reagiu, expulsando os aristocratas - e Sinadeno - e tomando controle da cidade. Apocauco em pessoa chegou à cidade logo depois à frente de uma frota e instalou seu filho, o grande primicério João como governador em seu nome. O poder de fato, porém, estava nas mãos do líder dos Zelotes, um Miguel Paleólogo, que, juntamente com João, tinha o título de arconte. Um conselho (bulé) também foi estabelecido, mas tanto a sua função quanto composição são incertas.
Embora os Zelotes, por toda a sua existência, continuarem a reconhecer o imperador João V como legítimo, a cidade era governada efetivamente como uma comuna e uma república popular. Sob o novo regime, as posses da aristocracia foram confiscadas. Os Zelotes, que nos conservadores círculos eclesiásticos eram considerados como discípulos de Barlaão da Calábria e de Gregório Acindino, eram também violentamente contra os hesicastas - majoritariamente os mosteiros e seus monges - que apoiavam Cantacuzeno. Desta forma, os Zelotes políticos eram adversários dos "zelotes" da igreja.
Miguel e Andreas Paleólogo eram os líderes da revolta. Apesar dos esforços para identificá-los, porém, eles não se encaixam em nenhuma árvore genealógica conhecida dos paleólogos e não sabemos sequer se eles eram parentes entre si: eles podem, de fato, terem sido simplesmente uma espécie de família cliente ou uma família que tomou o nome por extensão familiar. Mas um ponto é indiscutível: os assim chamados "revolucionários" de fato se consideravam como paleólogos.

## O golpe de Apocauco, a reação e o terror
| “ | ...um após o outro, os prisioneiros eram atirados da muralha da cidadela e feitos em pedaços pela multidão de Zelotes reunida abaixo. Em seguida, vinha a caça por todos os membros das classes dominantes: eles eram guiados pelas ruas como escravos, com cordas à volta do pescoço - aqui um servo arrastava seu mestre, ali um escravo, o seu comprador, enquanto que o camponês batia no estratego e o trabalhador batia no soldado [os pronoiars proprietários de terra]. | ” |
|   | — Demétrio Cidones descrevendo as matanças de 1345.. |   |

Durante os anos seguintes, a cidade resistiu com sucesso às tentativas de Cantacuzeno de capturá-la com a ajuda de seus aliados, o emir aidinida Umur Begue e Estêvão Uresis IV da Sérvia. Conforme a maré da guerra gradualmente se virava para Cantacuzeno, porém, João Apocauco começou a articular contra os Zelotes. Ele contatou o que restava da aristocracia pró-cantacuzena e, depois de mandar matar Miguel Paleólogo, assumiu o poder pessoalmente. Após saber do assassinato de seu pai em Constantinopla em junho de 1345, Apocauco decidiu entregar a cidade a Cantacuzeno, mas multidão da cidade, liderada por Andreas Paleólogo se levantou novamente contra ele. Apocauco e uns cem membros da aristocracia foram linchados e todos sobre os quais havia uma desconfiança de "cantacuzenismo" perigavam ser mortos e ter suas propriedades saqueadas.

## O fim
Em 1347, Cantacuzeno e o imperador João V chegaram num acordo, mas os Zelotes ignoraram as ordens da capital, como a de apontar Gregório Palamas como arcebispo. Tessalônica permaneceu isolada do mundo externo, sofreu com a Peste Negra e foi continuamente ameaçada pelas forças sérvias de Estêvão. A situação foi se tornando cada vez mais desesperada e foi aventada até mesmo a possibilidade de render a cidade à proteção de um governo estrangeiro, caso de Estêvão. Esta opção era, contudo, inaceitável para muitos tessalonicenses, incluindo o outro arconte, Aleixo Láscaris Metoquita. No final de 1349, os Zelotes foram derrotados e Andreas Paleólogo fugiu para Monte Atos. As negociações continuaram e, em 1350, Cantacuzeno, acompanhado de João V e de Palamas, entrou triunfalmente na cidade.